# Moncho Alpuente
Ramón Alpuente Mas (Madrid, 23 de mayo de 1949-Canarias, 21 de marzo de 2015), conocido como Moncho Alpuente, fue un periodista, humorista y músico español.

## Carrera artística
En 1969 entró a formar parte de las Madres del Cordero, un conjunto caracterizado por lo polémico e irreverente de las letras de sus canciones, algunas de ellas con un cierto halo de popularidad como  el Hombre del 600. En esa misma línea, lideró luego bandas como Desde Santurce a Bilbao Blues Band y Moncho Alpuente y Los Kwai. Uno de sus últimos proyectos musicales fue la llamada The Moncho Alpuente Experience, junto al Gran Wyoming.
Entre los espectáculos teatrales en los que participó, se pueden mencionar: Castañuela 70 (1970), La Reina del Nilo (1984) Castañuela 90 (1996), Quo Vadis (1997) y Tú no tienes la culpa, Federico (2000).
En radio dirigió, realizó y produjo espacios en diversas cadenas: Auto-retratos (1971), en Popular FM; Calles de Babillonia (1982), en Antena 3 Radio; Madrid me mata (1983), en Radio El País; Sopa de ondas (1990-1991), en RNE; y Eldorado está aquí al lado (1992), en la Cadena SER. Colaboró en otros espacios radiofónicos como La radio de Julia (1998-99), de Julia Otero, en Onda Cero; o A vivir que son dos días, de Fernando G. Delgado, en la SER. En 2004 comenzó a participar en la tertulia diaria de El foro, que también emitía la SER, en desconexión para la Comunidad de Madrid.
En televisión se inició con el programa musical Mundo Pop (1974) de Televisión Española, del que fue director, presentador y guionista. En años sucesivos sería colaborador habitual, casi siempre en su condición de especialista en corrientes musicales actuales, en espacios como Tele-Revista (1974-1975), Popgrama (1979-1980), ¡Qué noche la de aquel año! (1987), Delirios de amor (1989), El peor programa de la semana (1993), Los comunes (1999) o La azotea de Wyoming (2005)
En prensa escrita fue colaborador habitual de los diarios El País y Público, así como columnista del periódico CNT.
Falleció en las islas Canarias el 21 de marzo de 2015, a causa de un infarto.

## Obra literaria
- El libro de los santos imaginarios y de los hechos apócrifos (Madrid: Arnao, 1985)
- Sólo para fumadores (Madrid: Arnao, 1988)
- Cómo escapar del 92 (Madrid: Temas de Hoy, 1990)
- Hablando francamente (Barcelona: Ediciones B, 1990)
- Versos sabáticos (Barcelona: Ediciones B, 1991)
- La órbita de Ulises (Madrid: Ediciones de la Torre, 1994)
- Bienvenido, Farewell (Barcelona: Anagrama, 1995)
- Operación Centollo (Madrid: Alfaguara, 1996)
- Operación Gran Dragón (Madrid: Alfaguara, 1997)
- Versos perversos (Madrid: Del Taller de Mario Muchnik, 2000)
- Grandezas de España (Madrid: Aguilar, 2000)
- Gatomaquias (Madrid: Turpin, 2005)